# Guiran de Viens
Guiran de Viens est un évêque d'Apt de l'extrême fin du XIIe siècle, issu d'une branche de la famille d'Agoult.

## Biographie

### Origines
Guiran est le fils de Imbert/Humbert [IV] de Viens, co-seigneur d'Apt (Gallia christiana novissima, CGN), et de son épouse, inconnue à ce jour. Il est le petit-fils Imbert/Humbert [III] d'Agoult, à l'origine de la branche de Viens de la famille d'Agoult.

### Épiscopat
Guiran est appelé sur le trône épiscopal d'Apt vers 1284. Deux de ses parents, issus de la branche aînée, ont dirigé l'Église d'Apt, Alfant/Aufant et Laugier, à la fin du XIe siècle et au début du siècle suivant.
En 1186, il se trouve à la cour impériale, à Gubbio (Ombrie).
En 1193, il reçoit de sa parenté leur partie seigneuriale sur la cité d'Apt. À la suite de cet acte, le pouvoir temporal épiscopal est délimité, permettant de régler les juridictions et le droit de fortification.